# My Favorite Scar
My Favorite Scar was een Nederlandse rockband.

## Geschiedenis
My Favorite Scar bestond uit Patrick 'Pat' de Kok (ex-Vals licht, ex-Feeler), Eef 'Evan' van Riet (ex-Feeler), Daan 'Dan' Janzing (ex-Kingfisher Sky), Roel van Helden (Powerwolf) en Jeroen 'Jay' van Riet (ex- Feeler).
Het debuutalbum 'My Favorite Scar' werd geproduceerd door Oscar Holleman (Within Temptation, Nailpin, After Forever, K-Otic, Heideroosjes, Gorefest, Ayreon, Krezip) en uitgebracht op 6 augustus 2010, via Universal. Singles: 'Waste', 'Kingsize', 'This Poison Love' (geschreven met Ben Moody (ex-Evanescence en We Are The Fallen) en een cover van The Cult's 'Rain'.
Voorafgaand aan de release van het album bracht de band een EP uit, met 'Waste', 'Burn down' en 'No Love Lost'. Het album werd Album van de Maand in Aardschok Magazine. Er waren vocale gastbijdragen van Rachel Kramer, Collette Schiphorst (Good Things End) en Jan Chris de Koeijer (Gorefest).
My favorite scar stond in het voorprogramma's van Disturbed, Megadeth, KISS, We Are The Fallen, Epica en ging op een korte tour met Alter Bridge in Nederland, België en Duitsland. My Favorite Scar toerde van september tot december 2010 in het clubcircuit. In januari tekende de band een contract met het Duitse Halbe Miete management.
Op 13 mei 2014 werd bekendgemaakt dat My Favorite Scar ermee stopte door het uitblijven van succes.

## Bandleden
- Eef van Riet - gitaar
- Daan Janzing - gitaar
- Jeroen van Riet - zang
- Patrick de Kok - bas
- Roel van Helden- drums

## Ex-leden
- Stephen van Haestregt - drums

## Discografie
| Album            | Release datum   | Hoogste notering top 100 | Label     | Opmerkingen |
| ---------------- | --------------- | ------------------------ | --------- | ----------- |
| My Favorite Scar | 6 augustus 2010 | nr 29                    | Universal |             |

### Singles
- "Waste" (maart 2010)
- "Kingsize" (mei 2010)
- "This Poison Love" (september 2010)
- "Rain" (april 2011)

### Ep's
- "The Waste EP"